# Powiat świętochłowicki
Powiat świętochłowicki – dawny zenklawizowany powiat z siedzibą w Świętochłowicach w województwie śląskim. Istniał w latach 1922–1939.

## Historia
W połowie czerwca 1922 zapadły końcowe decyzje w sprawie obszarów należących do Polski po plebiscycie górnośląskim. Polsce przypadła część powiatu bytomskiego i postanowiono utworzyć nowy powiat z siedzibą w Świętochłowicach. Swoim zasięgiem (83 km²) obejmował on 14 gmin wiejskich i 7 obszarów dworskich. Ewenementem było to, że nie posiadał on na swym terenie żadnego miasta (nawet Świętochłowice, jako jego siedziba, nie posiadały praw miejskich). Poza tym powiat składał się z dwóch rozdzielnych fragmentów, rozdzielonych obszarem Królewskiej Huty. Był to powiat najmniejszy w skali kraju (zajmował zaledwie 2% województwa śląskiego, które było najmniejszym obszarowo województwem ówczesnej Polski). Jednocześnie miał on największą gęstość zaludnienia w kraju: ok. 2700 osób na 1 km² (przy średniej dla całej Polski ok. 70 mieszkańców na 1 km²). Ów wiejski powiat nie miał prawie wcale użytków rolnych. Zamieszkiwany był prawie wyłącznie przez górników, hutników i robotników fabrycznych. W 1932 r. mógł się natomiast poszczycić największym zagęszczeniem kin w całym województwie: 14 sal, w tym 10 udźwiękowionych.
W połowie lat 20. wchłonięto do powiatu tereny po zlikwidowanym powiecie rudzkim. 1 lipca 1934 r. od powiatu odłączono Nowe Hajduki, a 1 kwietnia 1939 r. Wielkie Hajduki. 1 kwietnia 1939 r. zniesiono powiat świętochłowicki przyłączając gminy: Chropaczów, Godula, Lipiny, Łagiewniki, Nowy Bytom, Orzegów, Ruda i Świętochłowice do powiatu katowickiego, a gminy: Brzeziny Śląskie, Brzozowice-Kamień, Dąbrówka Wielka, Piekary Śląskie do powiatu tarnogórskiego.
W 1931 powiat liczył ponad 200 tys. mieszkańców, a sama siedziba powiatu (wieś Świętochłowice) – 26 tys.

## Podział administracyjny
- Brzeziny Śląskie[7] - wieś
- Brzozowice – wieś i obszar dworski
- Chropaczów – wieś i obszar dworski
- Dąbrówka Wielka – wieś
- Godula[8] - wieś
- Hajduki Dolne – obszar dworski
- Hajduki Nowe – wieś
- Hajduki Wielkie – wieś
- Kamień – wieś i obszar dworski
- Lipiny – wieś
- Łagiewniki – wieś i obszar dworski
- Nowy Bytom – wieś
- Orzegów – wieś i obszar dworski
- Piekary Śląskie – wieś i obszar dworski
- Ruda[8] - wieś
- Szarlej[9] - wieś
- Świętochłowice – wieś (siedziba powiatu)